# (187665) 2008 AY49
(187665) 2008 AY49 es un asteroide perteneciente al cinturón de asteroides descubierto el 11 de enero de 2008 por el equipo del Spacewatch desde el Observatorio Nacional de Kitt Peak, Arizona, Estados Unidos.

## Designación y nombre
Designado provisionalmente como 2008 AY49.

## Características orbitales
2008 AY49 está situado a una distancia media del Sol de 3,002 ua, pudiendo alejarse hasta 3,344 ua y acercarse hasta 2,659 ua. Su excentricidad es 0,114 y la inclinación orbital 3,937 grados. Emplea 1899,46 días en completar una órbita alrededor del Sol.
Los próximos acercamientos a la órbita de Júpiter ocurrirán el 11 de mayo de 2049, el 5 de abril de 2058 y el 3 de septiembre de 2095.

## Características físicas
La magnitud absoluta de 2008 AY49 es 15,94. 